# Ibrahim Mahnashi
Ibrahim Mahnashi (en árabe: إبراهيم محنشى‎; Dammam, 18 de noviembre de 1999) es un futbolista saudí que juega en la demarcación de centrocampista para el Al-Ettifaq Club de la Liga Profesional Saudí.

## Selección nacional
Tras jugar con la selección de fútbol sub-20 de Arabia Saudita y la sub-23, finalmente hizo su debut con la selección absoluta el 7 de diciembre de 2021 en un encuentro de la Copa Árabe de la FIFA 2021 contra Marruecos que finalizó con un resultado de 1-0 a favor del combinado marroquí tras el gol de Karim El Berkaoui.

## Clubes
| Club            | País           | Año   | Partidos | Goles |
| --------------- | -------------- | ----- | -------- | ----- |
| Al-Ettifaq Club | Arabia Saudita | 2021- | 98       | 3     |